# Niewidzialna kamera
Niewidzialna kamera (niem. Das unsichtbare Visier) – serial telewizyjny produkcji NRD, zrealizowany w latach 1973 – 1979. Składał się z dwóch serii. Autorami scenariusza do pierwszej z nich (odcinki 1-9) byli Herbert Schauer i Otto Bonhoff, scenariusz do serii drugiej (odcinki 10-16) napisał Michel Mansfeld. Całość wyreżyserował Peter Hagen, a muzykę do serialu skomponował Walter Kubiczeck. Serial był emitowany m.in. przez Telewizję Polską, a w Niemczech jest wznawiany do dziś.

## Obsada
- Armin Mueller-Stahl – Werner Bredebusch vel Achim Detjen
- Annekathrin Bürger – Silke Breuer
- Wolfgang Greese – były oficer SS Born
- Leon Niemczyk – Dr. König
- Thomas Langhoff – Kaiser, pracownik Federalnej Służby Wywiadowczej BND

## Fabuła
Udając Achima Detjena, agent wywiadu Werner Bredebusch z Ministerstwa Bezpieczeństwa Państwowego NRD, postanawia przeniknąć do faszystowskiej organizacji byłych wojskowych i dotrzeć do ich argentyńskiej kryjówki. W tym celu wciela się w rolę, podobnego do siebie, pilota wojskowego. Perfekcyjnie zwodząc byłego oficera SS – Borna, zostaje wtajemniczony w sekretne plany.